# ハワイガラス
ハワイガラス（布哇烏、Corvus hawaiiensis）は、鳥綱スズメ目カラス科カラス属に分類される鳥類。

## 分布
アメリカ合衆国（ハワイ島）固有種

## 形態
全長46センチメートル。体に対して頭部が小型なため、相対的に嘴が大型で太く見える。全身の羽衣は濃褐色で、翼の先端は褐色みを帯びる。

## 生態
山地の森林に生息し、湿性林を好む。
食性は雑食で、果実を好む。

## 人間との関係
農作物を食害する害鳥とみなされることもあった。
開発による生息地の破壊、害鳥としての駆除などにより生息数は減少した。2002年以降に野生個体の発見例がなく、野生下では絶滅したと考えられている。1993年に7羽の雛が採集され、このうち5羽が放鳥された。1993-1999年に40羽以上の孵化に成功し27羽が放鳥されたものの、放鳥された個体のうち21羽が死亡し残る6羽は再び飼育下に戻された。